# San Francisco Gotera
San Francisco Gotera (zwane również Gotera) – miasto w północno-wschodnim Salwadorze, położone na wysokości 245 m n.p.m. nad rzeką San Francisco (dopływ Río Grande de San Miguel). Znajduje się w odległości 170 km na wschód od stolicy kraju San Salvadoru. Ludność: 12,7 tys. mieszk. (1992). Ośrodek administracyjny departamentu Morazán.
Nazwa miasta Gotera pochodzi z miejscowych narzeczy i oznacza „wężowe wzgórze”. Zostało założone w 1572, a w 1877 otrzymało prawa miejskie.